# Myiopharus australis
Myiopharus australis är en tvåvingeart som först beskrevs av Henry J. Reinhard 1935.  Myiopharus australis ingår i släktet Myiopharus och familjen parasitflugor. Inga underarter finns listade i Catalogue of Life.